# Luigi Vassalli
Luigi Vassalli, auch Vassalli-Bey (* 8. Juni 1812 in Mailand; † 13. Juni 1887 in Rom) war ein italienischer Ägyptologe.
Luigi Vassalli war über 25 Jahre Konservator des ägyptischen Museums in Bulaq in Kairo. Außerdem war er Inspekteur der Nachgrabungen, ein Thema, zu dem er auch Bücher schrieb. Zudem veröffentlichte er eine Arbeit über einige ägyptische Denkmäler im Nationalmuseum von Neapel. Im Alter von 70 Jahren zog er sich 1882 aus Ägypten zurück, um seinen Lebensabend in Rom zu verbringen.